# Морятник

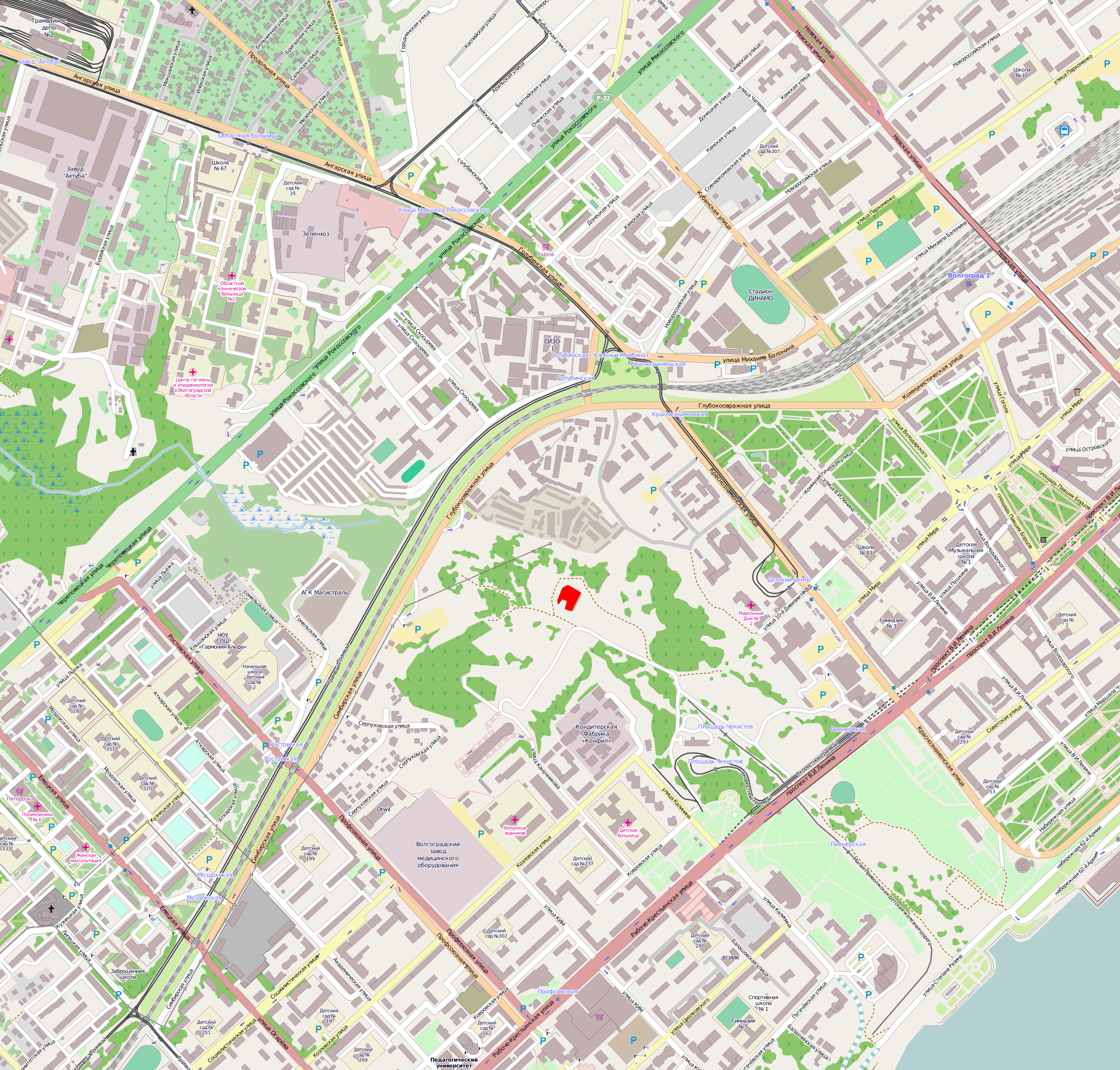
Схема расположения

Морятник или «Мория» — недостроенный комплекс по обучению детей плаванию, спроектированный заслуженным архитектором РСФСР Е. И. Левитаном, самое известное заброшенное здание Волгограда. Располагался в Центральном районе в долине реки Царицы, между Астраханским мостом и железной дорогой.

## Название

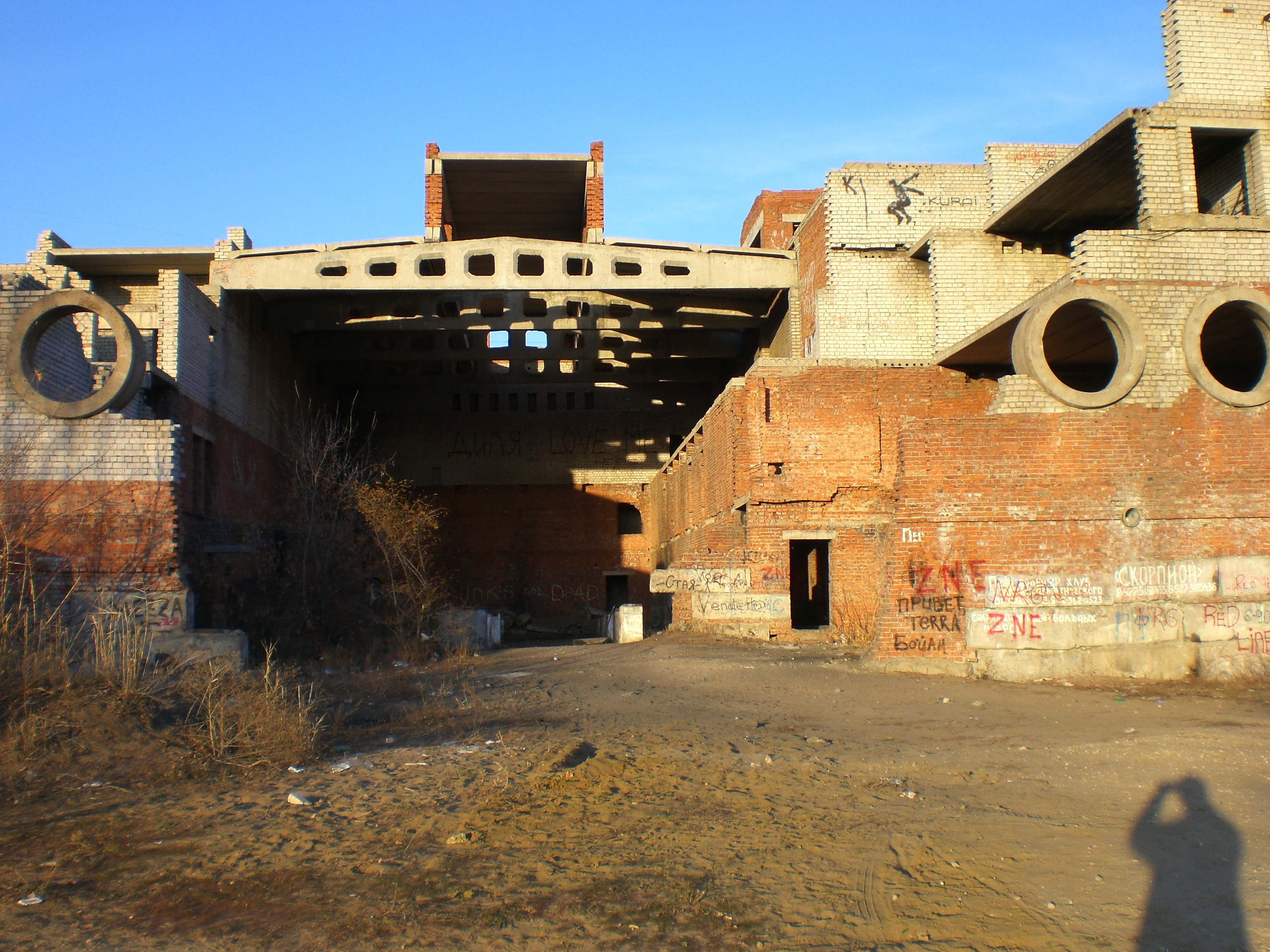
Морятник

Ставшие общеупотребительными неофициальные названия «Мория» и «Морятник» были присвоены зданию толкинистами в честь Мории — выдуманного Дж. Р. Р. Толкином огромного подземного города в Мглистых горах Средиземья населённого гномами.

## Собственники
Здание несколько раз меняло владельцев. Вначале Морятник находился в муниципальной собственности. В 90-х годах его передали коммерческой организации, директором которой был гражданин Горелов. Согласно данным комитета по архитектуре и градостроительству администрации Волгограда правообладателем земельного участка и здания, по состоянию на 2008 год являлось «Никольское братство „Золотые Врата“» (бывшее АО «Юнивесткор»). Одним из собственников была компания «Мэтр Девеломпент Групп». Выяснение собственников земельного участка и здания оказалось сложной задачей даже для администрации и следственных органов.

## История

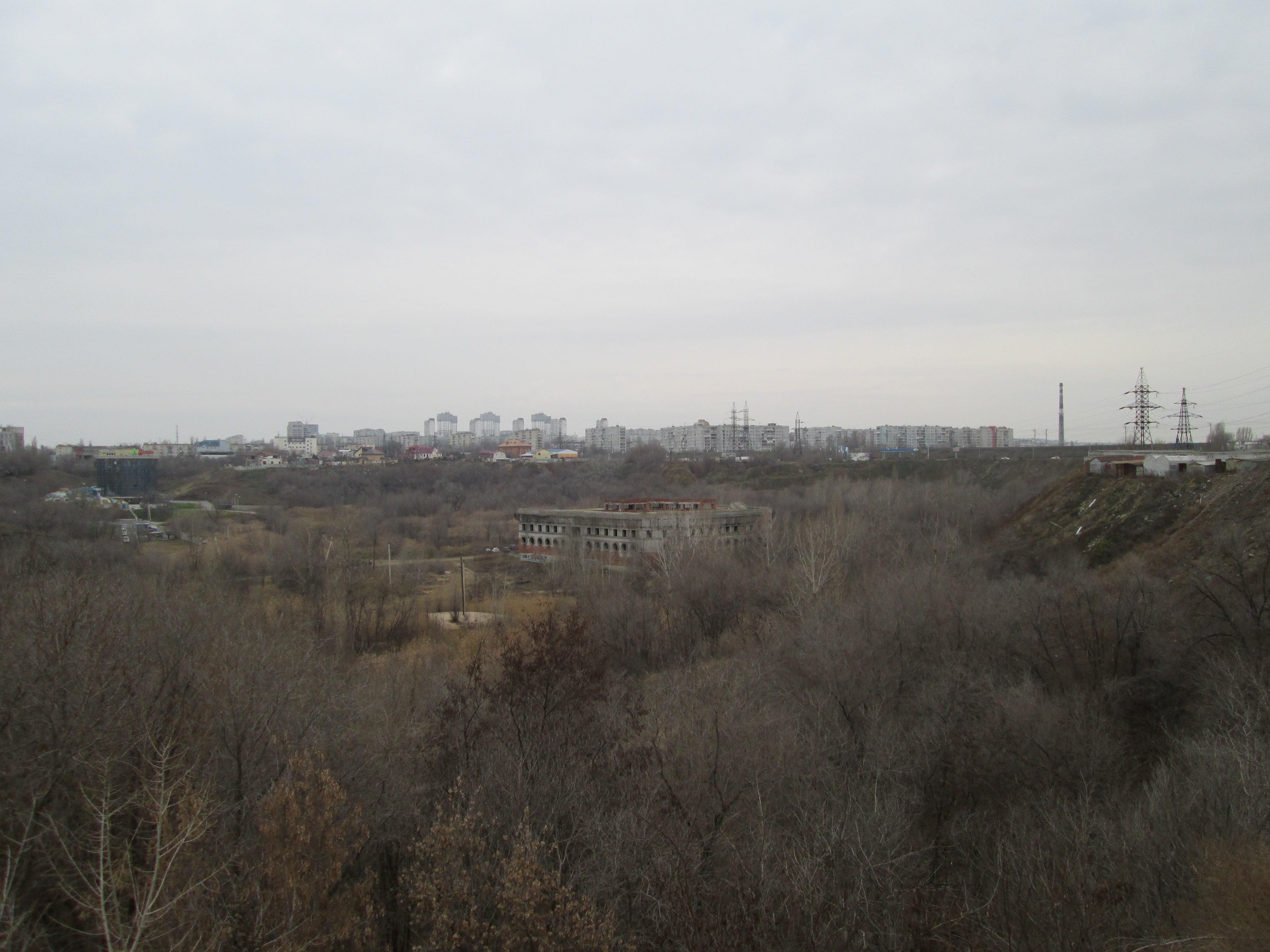
Вид на Морятник со стороны цирка

В конце 1970-х — начале 1980-х, за счёт бюджетных средств, началось строительство здания.
В 1992 году участку долины реки Царицы, на котором находился в том числе Морятник, был придан статус особо охраняемой территории.
В 2004 году, по заказу московской компании ООО «Конти», главным архитектором Волгоградской области Александром Вязьминым и начальником областной инспекции архитектурно-строительного надзора Михаилом Норкиным был создан проект застройки поймы Царицы. Морятник предполагалось достроить и использовать как плавательный бассейн.
В 2008 году, после получившего широкую огласку убийства на территории Морятника, прокурор Центрального района пообещал через суд добиться консервации здания, установки ограждения и организации охраны, а начальник УВД города информировал о решении принять меры по установлению милицейского контроля на территории заброшенного недостроя. Однако ничего из перечисленного выполнено не было. Также в этом году был предложен проект развития поймы реки Царицы, предусматривающий снос здания. Проект не был реализован впоследствии.
В 2009 году компания «Мэтр Девеломпент Групп», которая до этого планировала сделать из Морятника аквапарк или гостиничный комплекс, решила продать его за 50 000 000 рублей в связи с отсутствием средств на его реконструкцию из-за кризиса.
В 2011 году здание было признано источником террористической опасности. Прокуратура Центрального района Волгограда обратилась в Центральный районный суд с иском о понуждении владельцев законсервировать здание. Здание не было законсервировано или огорожено впоследствии из-за проведения выборов в Госдуму.
В 2012 году по поручению губернатора инспекция Государственного строительного надзора по Волгоградской области занялась выяснением принадлежности заброшенных зданий на территории Волгограда, включая Морятник.
В 2013 году участок поймы реки Царицы, на котором расположен Морятник, лишился природоохранного статуса. В 2013 году прошли общественные слушания по проекту застройки участка поймы реки Царицы, согласно которому Морятник предполагалось реконструировать, а рядом разместить парк водных аттракционов.
В 2023 году начался демонтаж строения.

## Использование здания
Среди причин популярности здания: мистический ореол, удобное расположение в центре города, уединённость, свободный доступ (руины не огорожены забором даже после нашумевшего убийства).
Привлекает своим видом и доступностью любителей фотосессий. Специалисты МЧС проводили в Морятнике занятия по отработке навыков спасения людей. Проходили тренировки спецназа ФСБ по городу Волгограду и Волгоградской области и ОМОН. Проводились реконструкции военных событий, где Морятник играл роль Центрального универмага Волгограда, в котором был пленён генерал-фельдмаршал Паулюс. Место встреч ролевиков. Собираются страйкболисты и пейнтболисты. На стенах сооружения проводят тренировки клубы альпинистов и горного туризма. Собираются любители роуп-джампинга.
Морятник — был местом любимым и широко известным среди различных волгоградских субкультур, таких как: панки, готы, сатанисты, толкиенисты и других. В Морятнике собирались также фаерщики и проводятся фаер-шоу. Регулярно в здании кто-то падал и получал переломы.
Здание привлекает различных маргинальных личностей, молодых людей из неблагополучных семей, самоубийц. Так 22 мая 2013 молодой человек собирался совершить самоубийство спрыгнув с крыши здания, но был спасен.

## Убийство
Убийство, получившее широкую огласку в СМИ, произошло 6 июня 2008 года. Группа молодых людей распивали спиртные напитки на территории здания. Среди них: Иван Луговенко («Люцифер», 18 лет), Анастасия Духанина («Мамба», 16 лет), Алексей Матасов и ещё несколько людей.
По одной из версий, Алексей Матасов был послан за алкоголем в магазин. Когда оказалось, что парень потратил на покупку алкоголя больше, чем ему было указано — его убили. По другой версии, причиной убийства стало исчезновение 500 рублей из сумки одной из подозреваемых и нежелание Алексея Матасова вернуть их.
Убийство было совершено И. Луговенко и А. Духаниной. Телесные повреждения наносились руками, ногами, ножом и обломками кирпичей. Отнеся тело в подвал, они остались на месте, продолжив пьянку. Через пару недель один из них обложил труп покрышками и поджег. Обгоревший скелетизированный труп был обнаружен случайно, молодыми людьми, более чем через месяц — 15 июля 2008 года. По данным некоторых источников, убийцы причисляли себя к субкультуре толкиенистов, однако, по данным других, И. Луговенко на допросе заявил, что не причисляет себя к какой-либо субкультуре.
11 июня мать Матасова написала заявление об исчезновении сына, благодаря которому труп был опознан. По данным следователя, многие часто бывающие в этом здании молодые люди знали о трупе, и тем не менее не сообщили об этом в милицию.
Приговор убийцам был вынесен 28 января 2009 года, Центральным районным судом Волгограда. И. Луговенко и А. Духанина, с учётом возраста и раскаяния были приговорены к 6 и 3 годам лишения свободы соответственно. В пресс-службе ГУФСИН России по Волгоградской области заявили, что преступники вполне могут выйти на свободу по условно-досрочному освобождению. В 2009 году приговор был отменен за мягкостью наказания.